# Johann Jacob Löwe

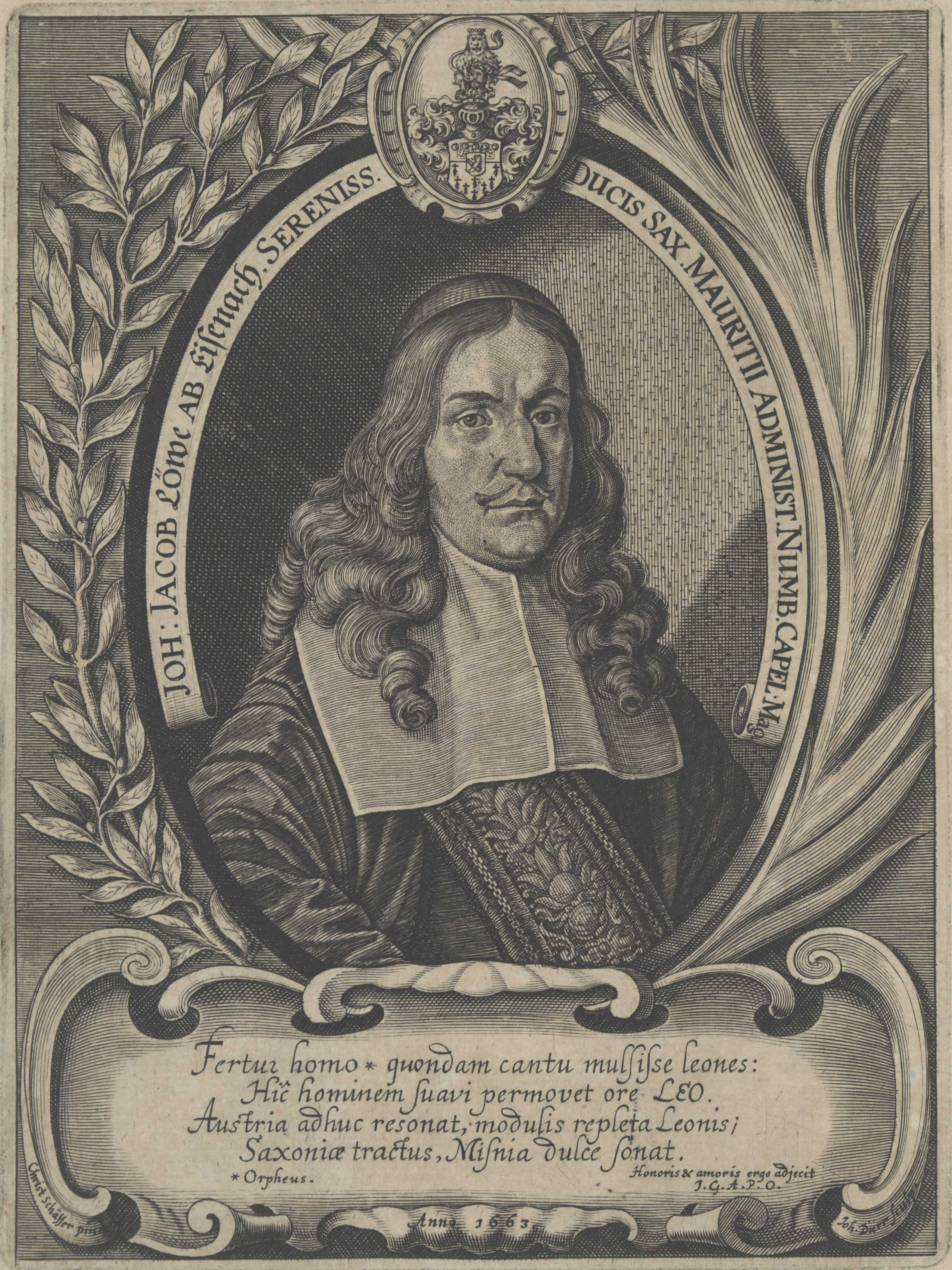
Johann Jacob Löwe (1663)

Johann Jacob Löwe (* 1629 in Wien; † 1703 in Lüneburg) war ein deutscher Organist, Komponist und Hofkapellmeister.

## Leben
Johann Jacob Löwe wurde am 31. Juli 1629 als Sohn des sächsischen Gesandten in Wien getauft. Seit 1652 war er Schüler von Heinrich Schütz in Dresden. Er ging auf dessen Empfehlung 1655 als Kapellmeister nach Wolfenbüttel. Von 1663 bis 1665 war er Hofkapellmeister in Zeitz und von 1682 bis zu seinem Tode Organist an St. Nicolai in Lüneburg.

## Werke
- Tugend- und Scherzlieder (1657)
- Oper: Amelinde (1657)
- Synfonien, Intraden, Gagliarden, Arien, Balletten, Couranten, Sarabanden für 3–5 Instrumente und B. c. (1658)
- Oper: Orpheus aus Thracien (1659)
- Neue geistlichen Concerten (1660)
- Sonaten, Canzonen u. Capriccen für 2 Instrumente und B. c. (1664)
- Salanische Musen-Lust [...] dienende Lieder (1665)